# Siroop (medicinaal)
Medicinale siropen zijn viskeuze bereidingen voor inwendig medicinaal gebruik en bevatten ten minste 50% sucrose, maar meestal 60 à 65%. Het suikergehalte van siropen is essentieel voor hun lange houdbaarheidstermijn. Micro-organismen kunnen zich niet vermeerderen in verzadigde suikeroplossingen, omdat de oplossingen via osmose water onttrekken aan de microben. De microben sterven uiteindelijk als gevolg van plasmolyse. Aan lager geconcentreerde siropen met een daardoor relatief te lage osmotische waarde wordt conserveermiddel toegevoegd.
Medicinale siropen zijn aftreksels van (meestal vers) plantmateriaal dat enkele weken in suikersiroop mag macereren en vervolgens wordt afgezeefd. Soms worden ook aftreksels, afkooksels, tincturen of plantensappen gemengd met de suikeroplossing en verwarmd tot alles opgelost is. Soms wordt in plaats van suikersiroop ook honing gebruikt. 
Medicinale siropen waren al bekend in de oude Arabische geneeskunde. Het woord siroop is ontleend aan het Arabische "sirab", "scharab" of "scherbet", dat "suikerhoudende drank" betekent.
Bekende voorbeelden van medicinale siropen zijn tijmsiroop, dat een bekend middel tegen hoesten is, papaversiroop of slaapstroop, en venkelsiroop. In de pediatrie worden siropen vaak als smaakmaker voor medicatie gebruikt.